# Lápida

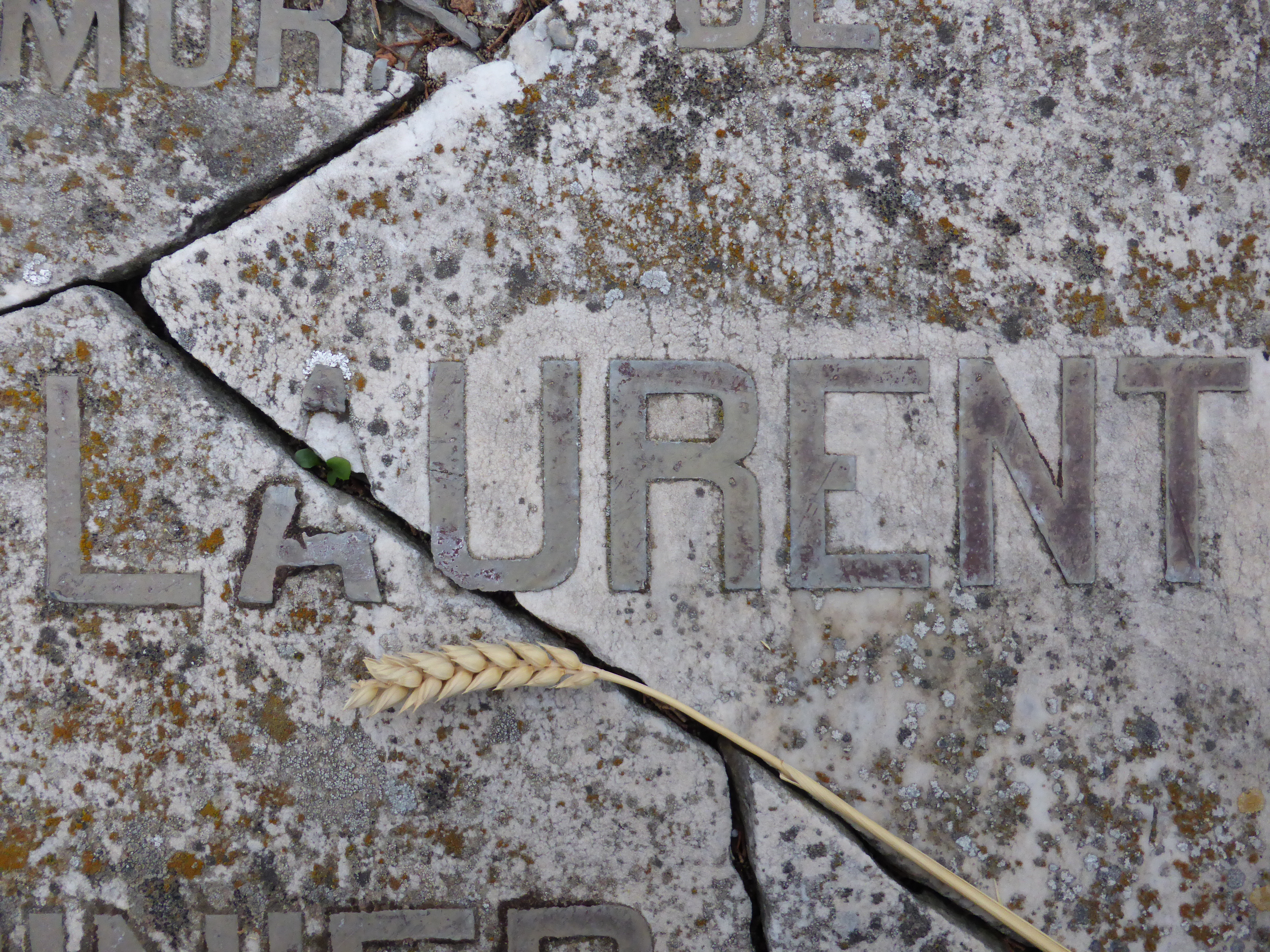
Detalle de la lápida de la tumba del fotógrafo J. Laurent (1816-1886), en el cementerio de La Almudena, de Madrid.

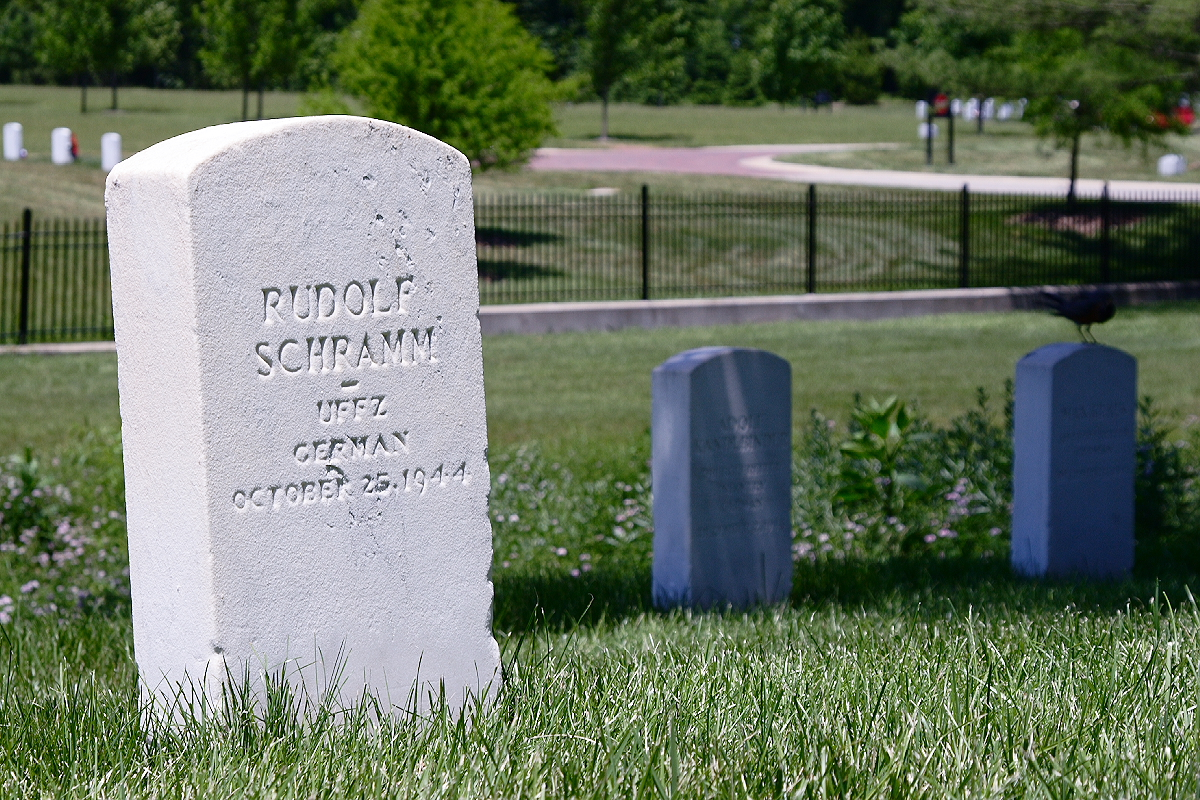
Lápidas funerarias.

Una lápida (del latín lapidem, piedra) es una piedra plana que habitualmente lleva grabada una inscripción. El término se utiliza habitualmente para designar a la lápida funeraria: una piedra labrada (en pedernal, granito, mármol, etc.) que marca el lugar donde se encuentra una sepultura.
Con frecuencia están esculpidas en forma rectangular, de cruz o alguna otra figura simbólica, y contienen relieves grabados que indican la creencia, ideología, profesión o posición social del difunto, y también llegan a incluirse motivos mitológicos.
Generalmente muestran alguna inscripción (el epitafio), fragmentos de textos religiosos o alguna cita alegórica, que por ello se califica como «lapidaria». Por ejemplo, la lápida funeraria de Ray Bradbury, en el Cementerio Westwood Village Memorial Park, decía, a petición suya: «Autor de Fahrenheit 451».

## Lápidas a través de la Historia

### Antigüedad

#### Grecia
En toda la historia griega existieron diversos rituales funerarios, como pueden ser la incineración, generalmente colectiva, que se refleja en la Ilíada de Homero, en el pasaje 406 del canto VII en el que troyanos y griegos acuerdan una tregua para llevar a cabo las honras fúnebres de los muertos en combate. Sin embargo, a partir de la época arcaica se introdujo la inhumación, pero de forma muy minoritaria. 

406 -¡Ideo! Tú mismo oyes las palabras con que responden los aqueos; ellas son de mi agrado. En cuanto a los cadáveres, no me opongo a que sean quemados, pues ha de ahorrarse toda dilación para satisfacer prontamente a los que murieron, entregando sus cuerpos a las llamas. Zeus tonante, esposo de Hera, reciba el juramento.

- Época arcaica: las tumbas se empezaron a señalizar con los kouros masculinos y las kore femeninas, las típicas esculturas arcaicas, pero, a partir del siglo VI a. C. se comienzan a utilizar lápidas altas, rematadas con figuras de esfinges o simplemente decoradas. En la segunda mitad, se decoraban con palmetas en espiral, pero rápidamente se simplificaría, y posteriormente desaparecería antes de terminar el siglo.
- Época clásica: alrededor del 430 a. C. las lápidas se vuelven más rectangulares, con un frontón en forma triangular, y en el siglo IV las figuras se realizan en altorrelieve, y puede tener añadidas unas alas. A finales del siglo IV, el gobernador de Atenas, Demetrio de Falero, decreta el fin de los relieves decorados. Las escenas estaban dominadas por las mujeres, representadas en escenas domésticas o despidiéndose a un esposo guerrero. Las tumbas de militares se establecían en lugares diferentes, con sus nombres escritos con imágenes de batallas. Los enterramientos familiares en el cementerio principal de Atenas solían aparecer con una escultura de bulto redondo, siendo el motivo más frecuente la sirena.
- Época helenística: las lápidas entre los siglos III y I a. C. son generalmente altas, con una gran imagen del difunto con pequeños sirvientes, o mostrado como un héroe disfrutando de un banquete.[4]

La necrópolis de Kerameikos (Κεραμεικός en griego), pertenece al barrio de Cerámicos (del que obtiene su nombre), situado en la antigua Atenas. El nombre le venía dado porque estaba poblado por alfareros. La necrópolis data del siglo XI a. C., ya que los primeros restos encontrados son de esta época, aunque este fue usado como necrópolis hasta el siglo IV a. C., para posteriormente convertirse parcialmente en un vertedero común. 
Esta necrópolis era una de las más grandes y pobladas de la hélade, con monumentos funerarios y lápidas hechas de piedras, materiales imperecederos que provocaron su mantenimiento hasta la actualidad (sobre todo mármol). En esta necrópolis se encuentran ejemplos de algunos de los tipos mencionados anteriormente, aunque también existieron sepulturas apresuradas, no tan elaboradas, causadas por catástrofes como guerras o enfermedades. 

#### Roma
La estructura de las inscripciones funerarias en Roma se mantiene común a lo largo del tiempo, ya que los cambios que se realizan son mínimos. Algunos de los elementos comunes mantenidos son el tipo de letra, los signos, la manera de escribir el nombre o la manera de expresar los títulos de emperadores y de la familia imperial. 

##### Estructura del nombre romano
- El nomen o gentilicio, indicaba la inscripción a la estirpe (“gens”) a la que pertenece el individuo.
- El cognomen señalaba a las familias descendientes de una misma estirpe.
- El praenomen era una especie apodo que distinguía a los miembros de una misma familia.

La filiación relacionaba al individuo con la tribu en la que estaba inscrito. 
Además, en las inscripciones latinas aparecen otros elementos que indican la patria o el domicilio, que eran accesorios y no siempre estaban presentes. 
En época imperial, el orden del nombre romano era primero el praenomen, después el cognomen, la filiación, la tribu y, por último, el cognomen. 
La edad se indicaba con las fórmulas de annorum, vixit annos o annis y la edad expresada en numerales, aunque también se podían añadir los meses (mensibus), días (diebus ) e incluso, para los niños difuntos, las horas (horis). Otra forma empleada es en el caso de los soldados, que se inscribían los años de servicios o estipendios (stipendiorum). 

##### Materiales
Estas lápidas estaban realizadas en piedra, el material que más tenían al alcance, y además es el material más perdurable, que ha propiciado que nos lleguen casi intactas diferentes ejemplos. Entre la gran variedad de piedras empleadas, podemos nombrar:
- mármol, caliza, arenisca, granito o pizarra, entre otros.

##### Formas
La forma más común en la que se presentaba la piedra era el Ara, que según la decoración que presentase se podía clasificar en diferentes formas. Las lápidas corrientes eran simplemente losas de piedra. Las piedras rebajadas en su base, para esta ser enterrada, eran vulgarmente conocidas como estelas, y eran empleadas también para marcar el lugar. 

##### Carácter y forma de las inscripciones funerarias
Inicialmente los epitafios son muy breves, constando solo el nombre del difunto, pero sin alusiones a su muerte o sepultura; posteriormente se añadiría la edad de la muerte. Algunas inscripciones más extensas dan muchos detalles sobre los méritos del difunto. 
La renovación religiosa de Augusto generalizó el uso de consagrar las sepulturas a los dioses Manes (Diis Manibus), aunque a partir de los siglos I, II y III se popularizaría la abreviatura D.M. o D.M.S (Diis Manibus Sacrum), aunque también se podían nombrar otros dioses, como las Matres o los dioses del panteón romano. 
Otra fórmula que destacaba el pasado del difunto son los relacionados con el carácter de servidumbre de este, o su condición de liberto, con las fórmulas de servolus para los esclavos y libertus para los libertos. En el caso de los libertos, la fórmula se debe mantener dos generaciones, y en la tercera ya se puede omitir, generalmente para ocultar el pasado servil de la ascendencia del individuo. 